# 中角站
中角站（日语：／ Nakatsuno eki */?）是位於福井縣福井市中角町，越前鐵道的三國蘆原線車站。車站編號為E31。

## 車站構造
車站建築於河堤上，南端接駁至越前鐵道最長橋樑：跨越九頭龍川的九頭龍川橋樑（全長267米/268米）。
現時以簡易車站模式營運，只在月台上建有候車室，月台兩端皆設有級段出入口。由於地理上的問題，直至現時為止仍未設有無障礙斜道。

### 月台配置
只設有一座側式月台，列車不可在此交匯。停站時，往三國方向為右側上落；往福井方向為左側上落。
早上前往福井的快速列車通過此站。另外，於2016年開始互相駛入的福井鐵道福武線直通列車也通過此站。此站沒有低地台月台。

## 歷史
- 1928年12月30日：三國蘆原電鐵福井口站至蘆原站（現時：蘆原湯之町站）之間開通[5][6]，中角站啟用[1]。
- 1942年9月1日：京福電氣鐵道收購合併三國蘆原電鐵[7]，成為三國蘆原線車站[5]。
- 1964年9月15日：貨物用側線廢線[8]。
- 1973年8月1日：降為無人車站[6][8]。同時撤去列車交會設備[6]。
- 1990年12月12日：隨新九頭龍川橋樑落成啟用[8]，車站向西遷移。
- 2001年6月25日：由於越前本線事故（日语：京福電気鉄道越前本線列車衝突事故），京福電氣鐵道被勒令停運所有路線，本站亦被暫停服務[9][10]。
- 2003年：

- 2月1日：車站設施轉讓至越前鐵道。
- 7月20日：越前鐵道重開車站。

- 2024年10月11日：越前鐵道及福井鐵道均可使用ICOCA及全國通用IC卡付款[11][12]。

## 使用狀況
以下為一日平均上下車人次：
| 上下車人次變化 | 上下車人次變化 |
| 年度           | 1日平均人次    |
| -------------- | -------------- |
| 2011年         | 64             |
| 2012年         | 71             |
| 2013年         | 72             |
| 2014年         | 69             |
| 2015年         | 76             |
| 2016年         | 86             |
| 2017年         | 92             |
| 2018年         | 82             |
| 2019年         | 78             |
| 2020年         | 66             |
| 2021年         | 36             |

## 車站周邊
相比九龍頭川以南相對住宅密集的地區，車站座落處的附近皆為農田，東邊雖為住宅區，也正位處於邊沿位置，所以一直使用量都不高。附近為九頭龍川的河堤。在河堤東邊400米處設有蘆原街道（舊・福井縣道·石川縣道5號福井加賀線），向北邊通往蘆原市。
在東邊1公里處設有仁愛女子短期大學，與付屬幼稚園、天池河川公園。同時該處附近設有JR北陸本線森田站。

## 相鄰車站
越前鐵道
■三國蘆原線
□快速（只有上行班次）、■急行（所有班次均直通至福井鐵道福武線）
通過
■普通
新田塚（E30）－中角（E31）－（（臨）仁愛運動場前）－鷲塚針原（E32）

## 注腳
1. 1 2 3  川島 2010，第83頁.
2. ↑  川島 2010，第30頁.
3. ↑  寺田 2000，第143頁.
4. ↑  . MyNavi新聞. 2016-03-27  [2021-08-17]. （原始内容存档于2021-10-19） （日语）.
5. 1 2  朝日 2011，第8頁.
6. 1 2 3  寺田 2000，第266頁.
7. ↑  京福 2003，第29頁.
8. 1 2 3 4  京福 2003，第143頁.
9. 1 2 3  朝日 2011，第9頁.
10. ↑  京福 2003，第34頁.
11. ↑  えちぜん鉄道と福井鉄道 交通系ＩＣカード導入１０月１１日〜 （页面存档备份，存于），NHK News，2024年9月22日。
12. ↑  えちぜん鉄道と福井鉄道が交通系ICカード導入　10月11日からICOCA、Suicaなどでキャッシュレス決済対応 （页面存档备份，存于），福井新聞，202年9月7日。
13. ↑  國土數値情報　駅別乗降客數データ （页面存档备份，存于） - 統計情報リサーチ，2024年2月7日閱覽。

## 外部連結
- 中角站 （页面存档备份，存于）（日語） - 越前鐵道